# Włókniak słomkowożółty

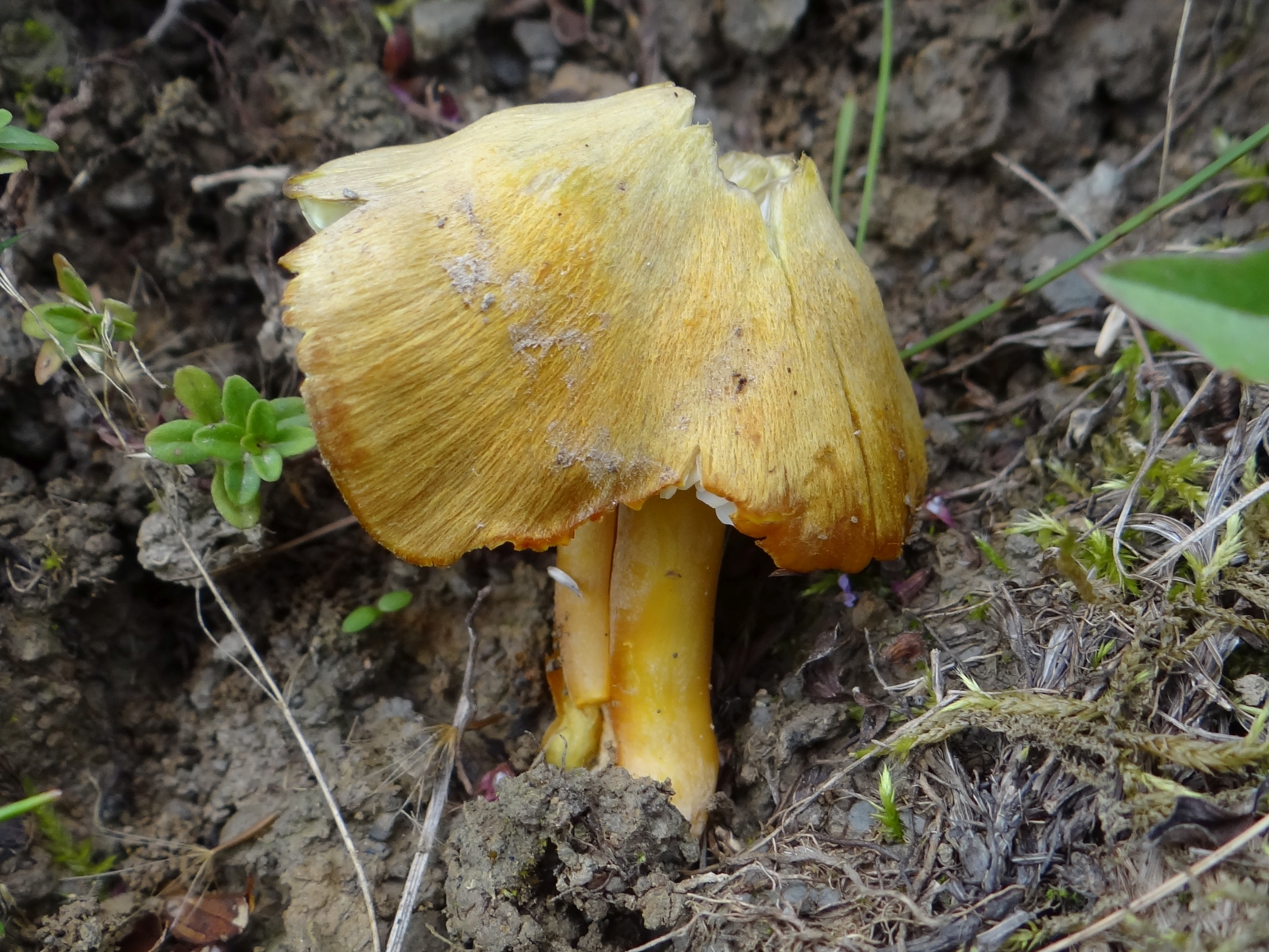

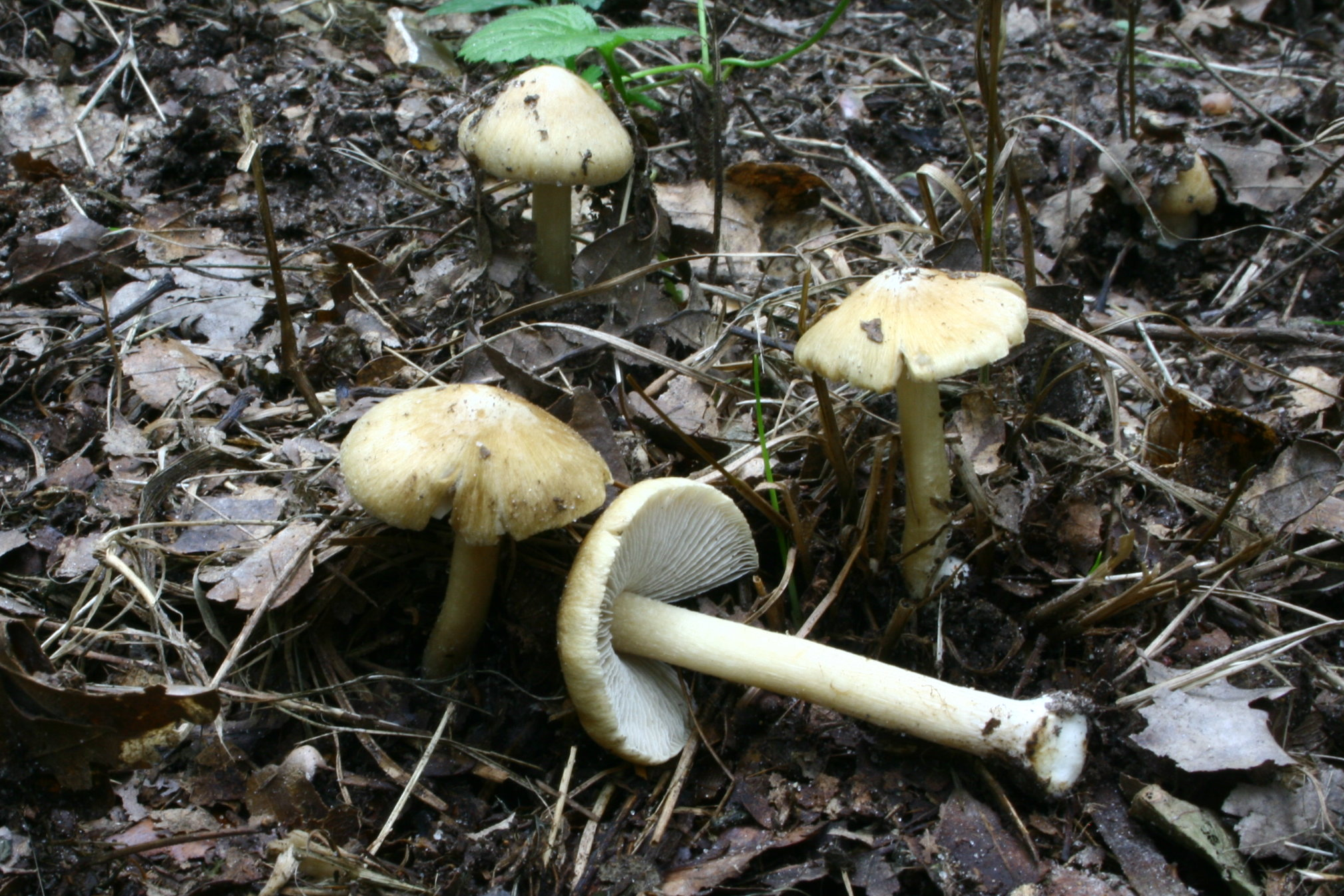
Na trzonie niewielka bulwka

Włókniak słomkowożółty, strzępiak słomkowożółty (Inosperma cookei (Bres.) Matheny & Esteve-Rav.) – gatunek grzybów z rodziny strzępiakowatych (Inocybaceae).

## Systematyka i nazewnictwo
Pozycja w klasyfikacji według Index Fungorum: Inosperma, Inocybaceae, Agaricales, Agaricomycetidae, Agaricomycetes, Agaricomycotina, Basidiomycota, Fungi.
Po raz pierwszy zdiagnozował go w 1892 r. Giacopo Bresàdola nadając mu nazwę Inocybe cookei. Obecną, uznaną przez Index Fungorum nazwę nadali mu Matheny i Esteve-Rav. w 2019 r.
Synonimy naukowe:
- Inocybe cookei Bres. 1892
- Inocybe cookei var. hybrida E. Ludw. 2017

Nazwę polską zaproponował Władysław Wojewoda w 2003 r. Andrzej Nespiak w 1990 r. opisał ten gatunek pod nazwą strzępiak Cooke’a. Po przeniesieniu do rodzaju Inosperma obydwie nazwy stały się niespójne z nazwą naukową. W 2021 r. Komisja ds. Polskiego Nazewnictwa Grzybów przy Polskim Towarzystwie Mykologicznym zarekomendowała nazwę włókniak słomkowożółty.

## Morfologia
Kapelusz
Średnica 2–5 cm, u młodych okazów stożkowaty lub dzwonkowaty, później coraz bardziej rozpostarty. Na środku posiada obły garb. Na brzegu często widoczne są pozostałości włókienek osłony. Brzeg u młodych owocników podwinięty, u starszych odgięty. Powierzchnia delikatnie promieniście pokryta włókienkami (pasemkowata), ale widoczne to jest dobrze tylko podczas suchej pogody. U młodych owocników bywa jedwabista i gładka, a włókienka widoczne są tylko na samym brzegu. Barwa jednolicie złotawa lub żółtoochrowa, a podczas suchej pogody słomkowożółta. Często na brzegu kapelusza, a czasami także na całej jego powierzchni można zauważyć drobne resztki zasnówki.
Blaszki
Zazwyczaj nieco zatokowato wycięte, czasami prawie wolne. Barwa od jasnocytrynowej przez brudnoliwkową do szarawej. Ostrza blaszek nierówne, jaśniejsze.
Trzon
Wysokość 3–5 cm, grubość 4–7 mm, walcowaty, pełny, łamliwy. U młodych owocników jest białawy, potem coraz ciemniejszy, w końcu jasnożółtobrązowawy, pod samym trzonem pozostaje białawy. Powierzchnia delikatnie oprószona, podstawa włóknista z niedużą biało obrzeżoną bulwą.
Miąższ
Cienki, białawy lub jasnooliwkowy, zapach młodych owocników podobny do owoców, starszych do spermy.
Cechy mikroskopowe
Wysyp zarodników brązowy. Zarodniki o kształcie fasolki, z kropelkami tłuszczu. Nie posiadają dzióbka, powierzchnia gładka, bez guzków. Rozmiar: 6,5-9,5 × 4,5–5,5 μm. Podstawki maczugowate, o rozmiarach 25-30 ×7-8  μm. W hymenium występują brzeżne, niewiele dłuższe od podstawek włoski. Są cienkościenne, gładkie, o kształcie buławki lub pęcherzyka.

## Występowanie i siedlisko
Znane są jego stanowiska tylko na półkuli północnej: w Ameryce Północnej, Europie i Japonii. W piśmiennictwie naukowym podano liczne jego stanowiska na terenie Polski.
Owocnikuje od lipca do listopada. Rośnie głównie w lasach liściastych i mieszanych, pod różnymi gatunkami drzew liściastych. Szczególnie częsty jest na obrzeżach dróg leśnych, szczególnie pod takimi drzewami, jak buki, dęby, graby. Na niżu Polski jest pospolity.

## Znaczenie
Grzyb mikoryzowy. Dla ludzi grzyb trujący; zatrucia muskarynowe.

## Gatunki podobne
- strzępiak porysowany (Inocybe rimosa). Odróżnia się od niego wyraźnie zgrubiałą bulwą u nasady trzonu[5].
- strzępiak najeżony (Inocybe hirtella). Nie posiada obrzeżonej bulwki, kapelusz ma drobnołuseczkowaty, trzon na całej długości oprószony.